# Ngộ độc
Ngộ độc là một tình trạng hoặc một quá trình trong đó một sinh vật bị tổn hại hóa học nghiêm trọng (bị nhiễm độc) bởi một chất độc hoặc nọc độc của động vật khác.
Ngộ độc cấp tính là tiếp xúc với chất độc trong một lần hoặc trong một khoảng thời gian ngắn. Các triệu chứng phát triển trong mối quan hệ chặt chẽ với mức độ tiếp xúc. Việc hấp thụ chất độc trên quy mô cơ thể dẫn đến bị ngộ độc toàn thân (nghĩa là chất độc có trong máu trên toàn cơ thể). Ngược lại, các chất phá hủy mô nhưng không hấp thụ, như dung dịch axit, được phân loại là chất ăn mòn chứ không phải chất độc. Hơn nữa, nhiều loại thuốc gia dụng thông thường không được dán nhãn sọ và xương chéo, mặc dù chúng có thể gây bệnh nặng hoặc thậm chí tử vong. Theo nghĩa y học, độc tính và ngộ độc có thể được gây ra bởi các chất ít nguy hiểm hơn so với những chất được phân loại hợp pháp là chất độc. Độc chất học là nghiên cứu và thực hành các triệu chứng, cơ chế, chẩn đoán và điều trị ngộ độc.
Ngộ độc mãn tính là tiếp xúc lâu dài hoặc liên tục với chất độc, trong đó các triệu chứng không xảy ra ngay lập tức hoặc sau mỗi lần phơi nhiễm. Bệnh nhân dần dần bị bệnh, hoặc bị bệnh sau một thời gian dài tiềm ẩn. Ngộ độc mãn tính thường xảy ra nhất sau khi tiếp xúc với chất độc tích lũy sinh học, hoặc bị ngưng tụ sinh học, như thủy ngân, gadolini và chì.
Tiếp xúc hoặc hấp thụ chất độc có thể gây tử vong hoặc suy yếu nhanh chóng. Các tác nhân tác động lên hệ thần kinh có thể bị tê liệt trong vài giây hoặc ít hơn, và bao gồm cả các chất độc thần kinh có nguồn gốc sinh học và được gọi là khí thần kinh, có thể được tổng hợp cho chiến tranh hoặc công nghiệp.

## Các loại Ngộ độc
- Ngộ độc thực phẩm
- Ngộ độc dược phẩm
- Ngộ độc hóa chất
- Ngộ độc nước
- Ngộ độc rượu
- Ngộ độc tiềm ẩn